# Улгайсин
Улгайси́н (каз. Ұлғайсын) — село у складі Айтекебійського району Актюбінської області Казахстану. Входить до складу Аралтогайського сільського округу.
У радянські часи село називалося Донгелексор.
Населення — 294 особи (2021; 201 у 2009, 492 у 1999, 537 у 1989).